# Kalawao County
Kalawao County är ett administrativt område i delstaten Hawaii, USA. Kalawao är ett av fem countyn i staten och ligger vid kusten på halvön Kalaupapa på den norra delen av ön Molokai. År 2020 hade Kalawao County 82 invånare. Countyt har inte någon administrativ huvudort (county seat) utan administreras direkt av Hawaii Department of Health. 
Kalawao är det till ytan minsta countyt i hela USA och det näst minsta med tanke på invånarantal. Countyt med minst invånarantal är Loving County i Texas.

## Geografi
Enligt United States Census Bureau har countyt en total area på 135 km². 34 km² av den arean är land och 101 km² är vatten.